# 聖母の死 (マンテーニャ)
『聖母の死』（せいぼのし、伊: La Morte della Vergine, 英: The Death of the Virgin）は、イタリア・ルネサンスの画家アンドレア・マンテーニャによる1462年から1464年頃の絵画である。テンペラ画。本来、マントヴァ侯爵ルドヴィーコ3世・ゴンザーガに納められた作品である。後にチャールズ1世 (イングランド王) がゴンザーガ家から購入したが、同王の資産が競売に掛けられた際にフェリペ4世が落札した。1829年以来、作品はマドリードのプラド美術館に所蔵されている。その精緻な自然主義、明快さ、ゆるぎない構築性により、本作はまさしく初期ルネサンス絵画の傑作とみなされている。

## 作品
この作品は、もともとマントヴァのサン・ジョルジョ城の礼拝堂の装飾の一部であり、現在はフィレンツェのウフィツィ美術館にある3つの板絵『東方三博士の礼拝』、『昇天』、『割礼』と、現在はフェラーラ国立絵画館 (フェラーラ) にある板絵『聖母の魂を抱くキリスト』といっしょにあった。
場面は、アンドレア・デル・カスターニョの意匠による、ヴェネツィアのサン・マルコ寺院にあるモザイクに由来する。画面の建築は、マンテーニャの義理の父ヤーコポ・ベッリーニの素描に見出されるヴォールトにも想を得ている。絵画上部の柱の不完全な外観は、かつて絵画が今日見るよりも大きかったことを示唆している。フェラーラにある『聖母の魂を抱くキリスト』の断片は、本来の『聖母の死』の上部3分の1を形成し、一体であった。
絵画の主題は『聖書外典』から採られており、大天使ミカエルから余命いくばくもないことを告げられた聖母マリアが12人の使徒を招集した場面が描かれている。記述によれば、インドで布教をしていた聖トマスのみ列席していない。
この絵画で、マンテーニャは前述の場面を古典主義建築によって形成された空間に設定している。構図は遠近法の探索を拠りどころとしている。その遠近法は、床の敷石の幾何学的な形 (正方形の敷石は、聖母が横たわっているベッドに向かって鑑賞者の目を導く) 、距離にもとづく身体像の大きさの調整、消失点として機能する背後の窓によって達成されている。
個々の人物の容貌の個性的な描き方も注目に値する。背景の風景も然りである。サン・ジョルジョ城の建物と橋を詳細に再現した湖の景色が見えるが、本作は実在する景色を描いた最初のイタリア絵画のうちの1つとされている。

## ギャラリー

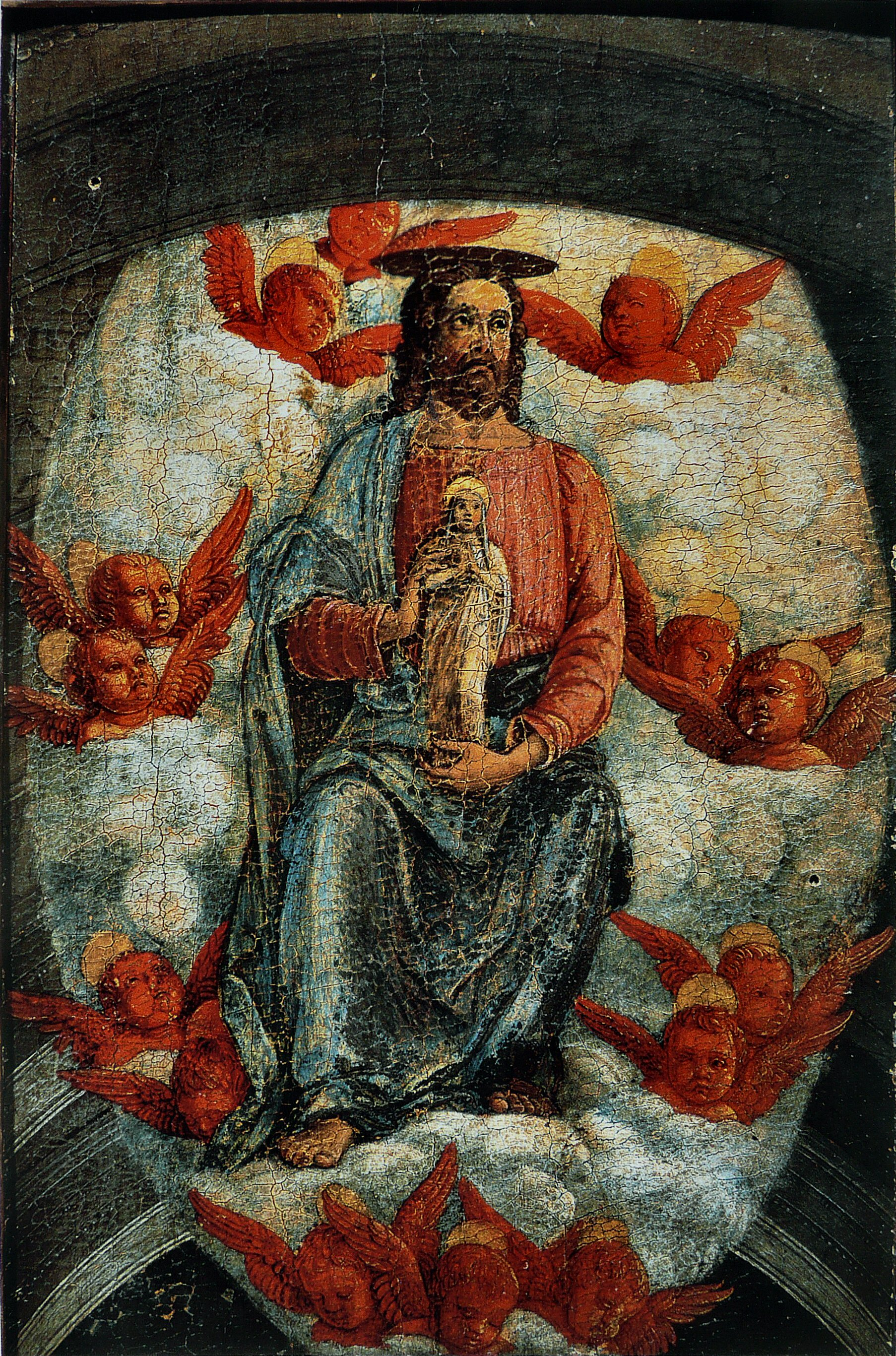
マンテーニャ『聖母の魂を抱くキリスト（英語版）』、フェラーラ国立絵画館（英語版）
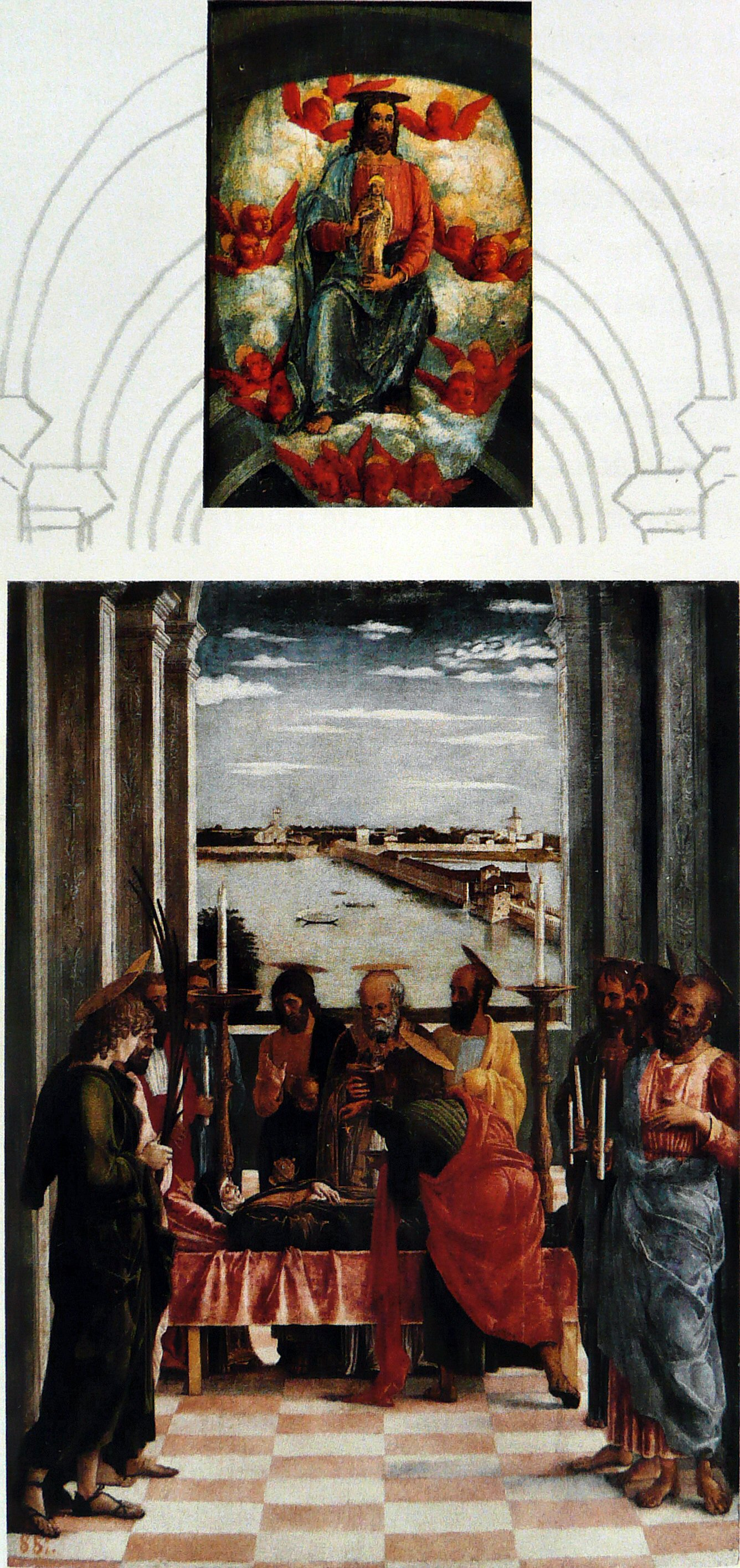
『聖母の死』の本来の状態
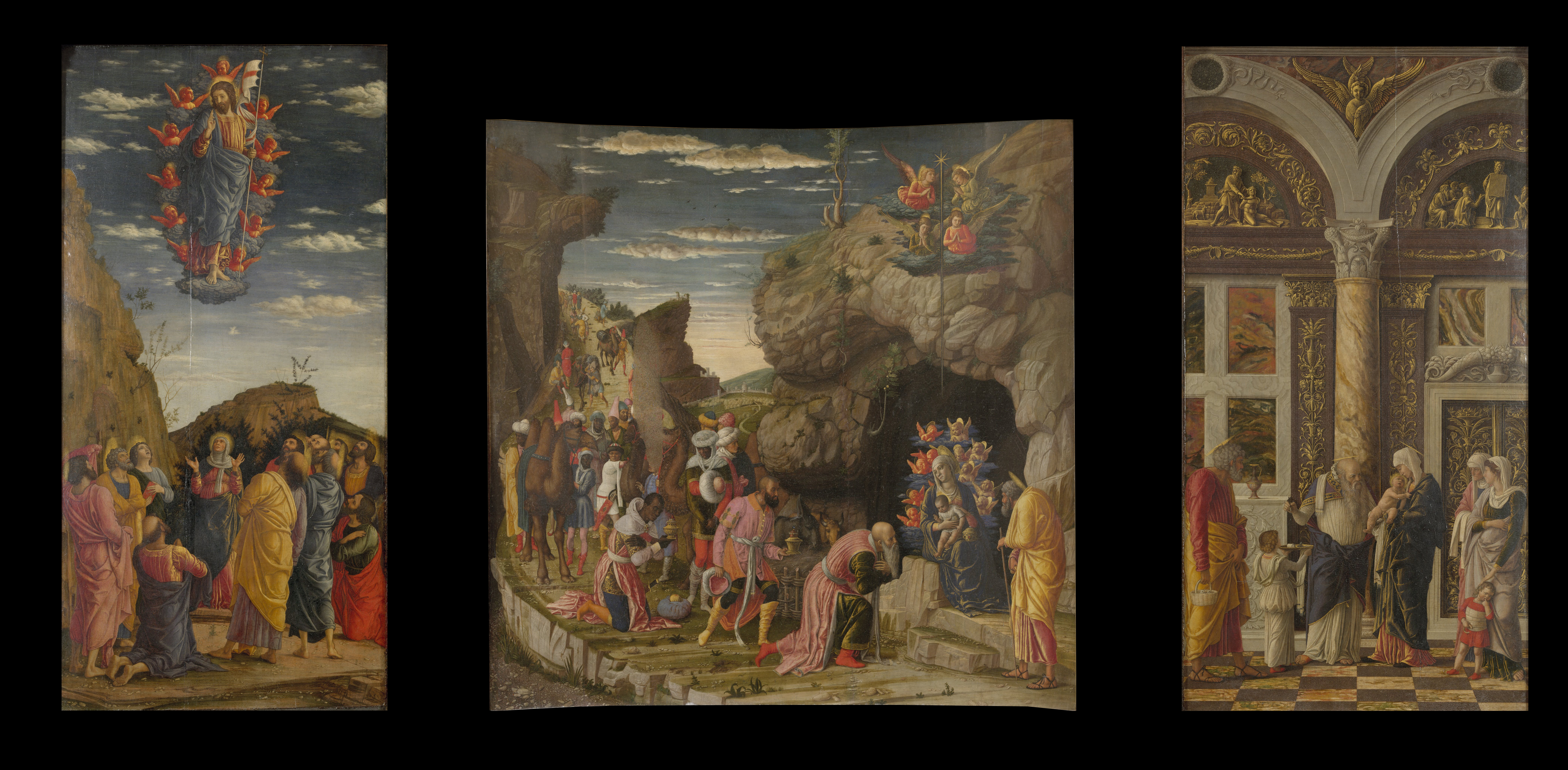
マンテーニャ『東方三博士の礼拝』(左側は『昇天』、右側は『割礼』)、ウフィツィ美術館